# 廉大玉
廉大玉（1999年2月2日—）是朝鮮民主主義人民共和國女子花樣滑冰運動員。目前，她的拍擋是韓錦澈。

## 生涯
廉大玉於2009年與吳昌歌首度參與全國錦標賽雙人滑取得第5。在之後的兩屆賽事中分別贏得季軍和冠軍。在2013年，她的拍擋改為金滿星，在這年的全國錦標賽中，他們取得銅牌。2015年，她的拍擋是金柱植。在這一年，二人先後在提洛爾盃取得季軍，並在四大洲花樣滑冰錦標賽排名第7。次年，他們在亞洲花式滑冰錦標賽拿下金牌。2017年的亞洲冬季運動會上，他們贏得銅牌，並且在霧迪杯排名第6，成功晉身來年的冬季奧運會。在當屆的奧運會中，二人取得193.63分，在22隊中位列13。2025年亞洲冬季運動會中，她與新拍檔韓錦澈在雙人滑中取得銀牌。

## 資料來源
1. ↑  "冰場上的汗水" 《今日朝鮮》2016.12 P.28
2. 1 2  . International Skating Union. （原始内容存档于March 3, 2017）.
3. ↑  . International Skating Union. （原始内容存档于March 3, 2017）.
4. 1 2 3  . International Skating Union.
5. ↑  . AFP. 2017-09-30  [2017-10-21]. （原始内容存档于2017-10-21）.
6. ↑  . www.pyeongchang2018.com. 14 February 2018  [14 February 2018]. （原始内容存档于2018-02-14） （英语）.